# センセーション・シグナル
『センセーション・シグナル』は、ぐるたみんのシングル。2014年11月5日、EXIT TUNESより発売された。

## 概要
ぐるたみん初のシングル。
当初作られたものは後述の「オリジナルVer.」だが、テレビアニメ『マジンボーン』の主題歌に起用されたことを踏まえて歌詞の追加や再構成、一部のフレーズの変更が行われている。
初回限定盤A(QWCE-00393)、初回限定盤B(QWCE-00394)、通常盤(QWCE-00395)の3形態で発売され、それぞれ装丁や収録曲、特典が異なる。ジャケットイラストはすべて5月病マリオが担当。

## 収録曲
初回限定盤A
1. センセーション・シグナル
作詞 - ぐるたみん、ゆうゆ 作曲 - ゆうゆ
2. 勝算◎最前線
作詞、作曲 - じーざす
3. 絶対Proclamation!!
作詞、作曲 - ぐるたみん 編曲 - 大西克巳
4. センセーション・シグナル（オリジナルVer.）
作詞、作曲 - ゆうゆ

初回限定盤B
1. センセーション・シグナル
2. 勝算◎最前線
3. 絶対Proclamation!!
4. +♂（プラス男子）
作詞 - れをる 作曲 - ギガP

通常盤
1. センセーション・シグナル
2. 勝算◎最前線
3. 絶対Proclamation!!
4. ストリーミングハート
作詞、作曲 - DECO*27

## 特典
- 初回限定盤A - 限定DVD
  1. 「センセーション・シグナル（オリジナルVer.）」MV
  2. 「勝算◎最前線」MV
  3. 特典映像
- 初回限定盤B - オリジナルストラップ（シークレットを含む全6種をランダムに封入）
- 通常盤 - オリジナルステッカー（全6種をランダムに封入）